# Elżbieta Wilczyńska
Elżbieta Dorota Wilczyńska (ur. 5 listopada 1950 w Łodzi) – polska polityk oraz urzędniczka państwowa i samorządowa, w latach 2006–2007 podsekretarz stanu w Ministerstwie Gospodarki, z wykształcenia inżynier mechanik i magister teologii w zakresie nauk o rodzinie.

## Życiorys
Absolwentka inżynierskich studiów mechanicznych na Politechnice Łódzkiej (1980) oraz magisterskich w Instytucie Studiów nad Rodziną Akademii Teologii Katolickiej (1991). W 1994 podyplomowo ukończyła informatykę na Politechnice Łódzkiej. Ukończyła również kursy z zakresu zarządzania finansami, jakością oraz kadrami, a także z zakresu funduszy strukturalnych.
W latach 1999–2000 zatrudniona jako główny specjalista w Departamencie Obsługi Klienta i później naczelnik Wydziału Dystrybucji Materiałów Informacyjnych w Biurze Zasilania Informacji w Zakładzie Ubezpieczeń Społecznych w Warszawie. 
Od 2000 do 2002 pracowała jako główny specjalista w Biurze Kadr, Szkolenia i Rozwoju Zawodowego i następnie naczelnik Wydziału Ogólnego w Departamencie Zezwoleń i Koncesji w Ministerstwa Spraw Wewnętrznych i Administracji. Od grudnia 2002 do stycznia 2003 główny specjalista w Wydziale Kontroli Zarządu Dróg Miejskich w Warszawie. Od lutego 2003 do stycznia 2005 wicedyrektor Departamentu Strategii, Rozwoju Regionalnego i Funduszy Strukturalnych, później od lutego 2005 do lipca 2006 wicedyrektor Departamentu Funduszy Strukturalnych w Urzędzie Marszałkowskiego Województwa Mazowieckiego w Warszawie. Sprawowała nadzór nad funkcjonowaniem Wydziału ds. Wdrażania oraz Wydziału ds. Obsługi i Oceny Wniosków Zintegrowanego Programu Operacyjnego Rozwoju Regionalnego.
Politycznie związana ze Stronnictwem Narodowym i następnie z Ligą Polskich Rodzin. Bezskutecznie kandydowała do Sejmu w 1993 z listy Unii Polityki Realnej oraz w 2005 i 2007 z listy LPR, a także w 2009 do Parlamentu Europejskiego z listy Libertasu. W wyborach samorządowych w 2002 bez powodzenia ubiegała się o mandat radnego warszawskiej dzielnicy Mokotów z listy komitetu Julii Pitery. 4 lipca 2006 została powołana na stanowisko podsekretarza stanu w Ministerstwie Gospodarki, odpowiedzialnego za unijne fundusze strukturalne. 13 sierpnia 2007 odwołana ze stanowiska. Następnie zatrudniona w radzie nadzorczej spółdzielni mieszkaniowej. W 2017 została członkiem zarządu LPR, a w 2021 przewodniczącą kongresu partii.